# デュポールのメヌエットによる9つの変奏曲

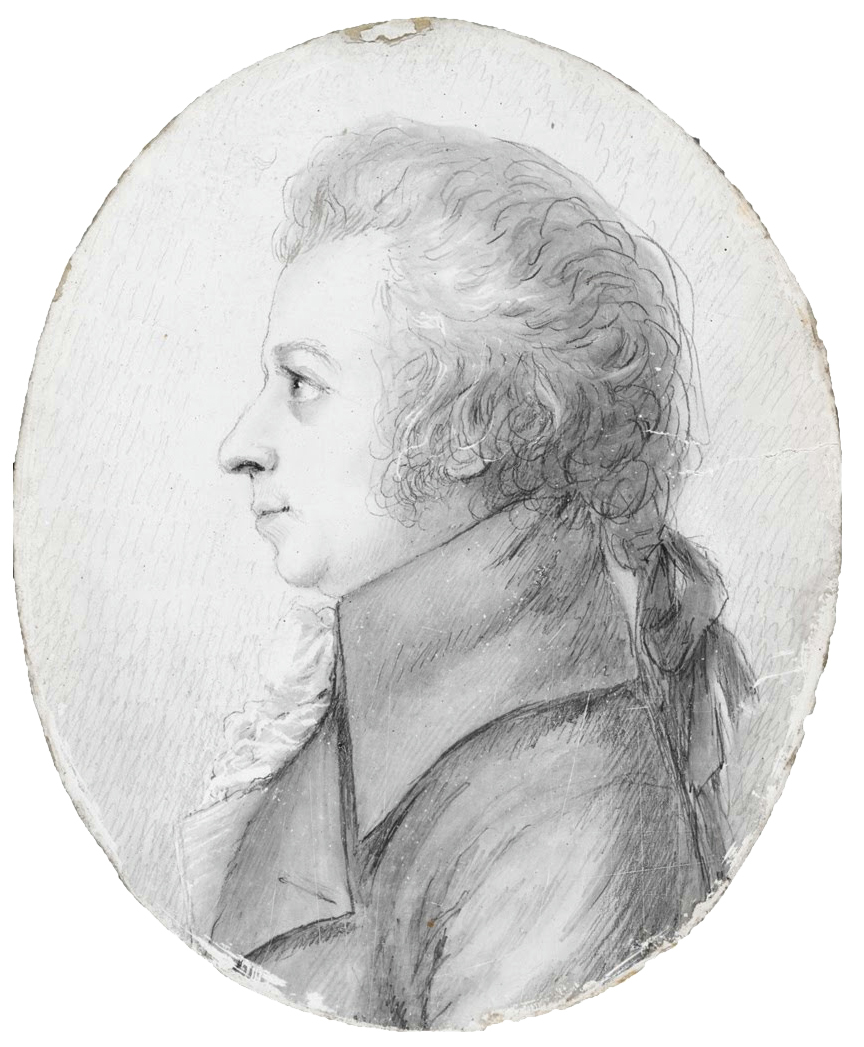
ドーラ・シュトックによるモーツァルトの肖像画（1789年）

デュポールのメヌエットによる9つの変奏曲（独: Neun Variationen über ein Menuett von Jean-Pierre Duport）ニ長調 K. 573 は、ヴォルフガング・アマデウス・モーツァルトが1789年に作曲したピアノ曲。

## 概要
本作は1789年4月29日にポツダムで作曲されたもので、モーツァルトは同年の春にカール・リヒノフスキー侯爵（後にベートーヴェンの後援者となる人物）から「ベルリンへ行くから一緒に同行しないか」と誘いを受け、同年4月8日にウィーンを出発し、プラハ、ドレスデン、ライプツィヒと経由した後、4月25日にサンスーシー宮殿があるポツダムを訪れた。ここでプロイセン国王フリードリヒ2世（フリードリヒ大王）に謁見を願い出る際に、フリードリヒ2世が大変気に入っていた宮廷作曲家のジャン＝ピエール・デュポール（デュポールは1773年からベルリンのプロイセン王立宮廷楽団の首席チェロ奏者を務め、フリードリヒ2世にチェロを教える機会を得ていた）になんとか取り入ろうとして、デュポールが作曲した『チェロソナタ ニ長調』（作品4-6）の最終楽章に置かれたメヌエットを基に作曲されたのが本作である（しかし、この謁見は実現しないまま終わった）。
当時のヨーロッパで変奏曲は人気のあるジャンルであったため、モーツァルトが作曲したピアノのための変奏曲の大半は生前に出版されているが、本作は生前には出版されず、楽譜はモーツァルトの死の翌年の1792年にアルタリア社から出版された。また、モーツァルト自身が記した自作目録では「6つの変奏曲」と記されており、残りの変奏がモーツァルト自身によるものなのかは、自筆譜が失われた現在では確かめる術がない。
また、現在ではモーツァルトの変奏曲は『きらきら星変奏曲』（K. 265）がよく演奏されるぐらいで、他の変奏曲はあまり知名度もなく、演奏の機会に恵まれていないのが現状である。

## 曲の構成
ニ長調、4分の3拍子。主題と9つの変奏からなり、演奏時間は約13分。
第6変奏ではニ短調に転じ、第7変奏で元のニ長調に戻る。第8変奏では速度がアダージョと表記されゆったりとなり、反復記号もなくなる。フィナーレとなる第9変奏ではアレグロに転じ、拍子も4分の2拍子に変化する。また、第9変奏の50小節目でアダージョに転じ、51小節目で元の4分の3拍子の主題に回帰し曲が終わる。